# Mustafa Hasanagić
Mustafa Hasanagić (Priboj, 20 aprile 1941 – Belgrado, 12 novembre 2023) è stato un calciatore e dirigente sportivo jugoslavo, di ruolo attaccante.

## Carriera
Fu capocannoniere del campionato jugoslavo nel 1967.

## Palmarès

### Giocatore

#### Club
- Campionato jugoslavo: 2

Partizan: 1962-1963, 1964-1965

#### Individuale
- Capocannoniere della Prva Liga: 1

1966-1967 (18 gol)